# Diocesi di Kalay
La diocesi di Kalay (in latino Dioecesis Kalayensis) è una sede della Chiesa cattolica in Birmania suffraganea dell'arcidiocesi di Mandalay. Nel 2023 contava 61.060 battezzati su 1.035.215 abitanti. È retta dal vescovo Felix Lian Khen Thang.

## Territorio
La diocesi comprende parte dello stato Chin e della divisione di Sagaing.
Sede vescovile è la città di Kalay, dove si trova la cattedrale di Santa Maria.
Il territorio è suddiviso in 31 parrocchie.

## Storia
La diocesi è stata eretta il 22 maggio 2010 con la bolla Ad aptius fovendum di papa Benedetto XVI, ricavandone il territorio dalla diocesi di Hakha.

## Cronotassi dei vescovi
Si omettono i periodi di sede vacante non superiori ai 2 anni o non storicamente accertati.
- Felix Lian Khen Thang, dal 22 maggio 2010

## Statistiche
La diocesi nel 2023 su una popolazione di 1.035.215 persone contava 61.060 battezzati, corrispondenti al 5,9% del totale.
| anno | popolazione | popolazione | popolazione | presbiteri | presbiteri | presbiteri | presbiteri                | diaconi | religiosi | religiosi | parrocchie |
| anno | battezzati  | totale      | %           | numero     | secolari   | regolari   | battezzati per presbitero | diaconi | uomini    | donne     | parrocchie |
| ---- | ----------- | ----------- | ----------- | ---------- | ---------- | ---------- | ------------------------- | ------- | --------- | --------- | ---------- |
| 2010 | 49.165      | 1.373.918   | 3,6         | 26         | 26         |            | 1.890                     |         |           | 84        | 20         |
| 2011 | 51.045      | 845.646     | 6,0         | 39         | 39         |            | 1.308                     |         |           | 66        | 22         |
| 2013 | 54.753      | 912.152     | 6,0         | 42         | 40         | 2          | 1.303                     |         | 2         | 74        | 24         |
| 2016 | 56.048      | 974.983     | 5,7         | 38         | 35         | 3          | 1.474                     |         | 3         | 231       | 22         |
| 2019 | 55.121      | 1.001.200   | 5,5         | 48         | 43         | 5          | 1.148                     |         | 5         | 252       | 26         |
| 2021 | 59.418      | 1.018.880   | 5,8         | 50         | 44         | 6          | 1.188                     |         | 6         | 262       | 26         |
| 2023 | 61.060      | 1.035.215   | 5,9         | 51         | 45         | 6          | 1.197                     |         | 6         | 273       | 31         |